# Gare de Collonges (Côte-d’Or)
Gare de Collonges (Côte-d’Or) – stacja kolejowa w Collonges-lès-Premières, w departamencie Côte-d’Or, w regionie Burgundia-Franche-Comté, we Francji.
Jest stacją Société nationale des chemins de fer français (SNCF), obsługiwanym przez pociągi TER Franche-Comté kursujące między Dijon i Besançon.